# LCDサウンドシステム
LCDサウンドシステム (LCD Soundsystem) は、アメリカ合衆国ニューヨーク出身のダンス・パンクバンド。DFAレコーズを主宰するジェームス・マーフィー(James Murphy)によるソロ・プロジェクトで、ライブではバンド形式をとっている。2001年に結成、2011年に一旦活動を終了したが、2015年に活動を再開した。代表曲に「All My Friends」「Losing My Edge」「Someone Great」などがある。

## 来歴

### 1999年 - 2001年: DFA

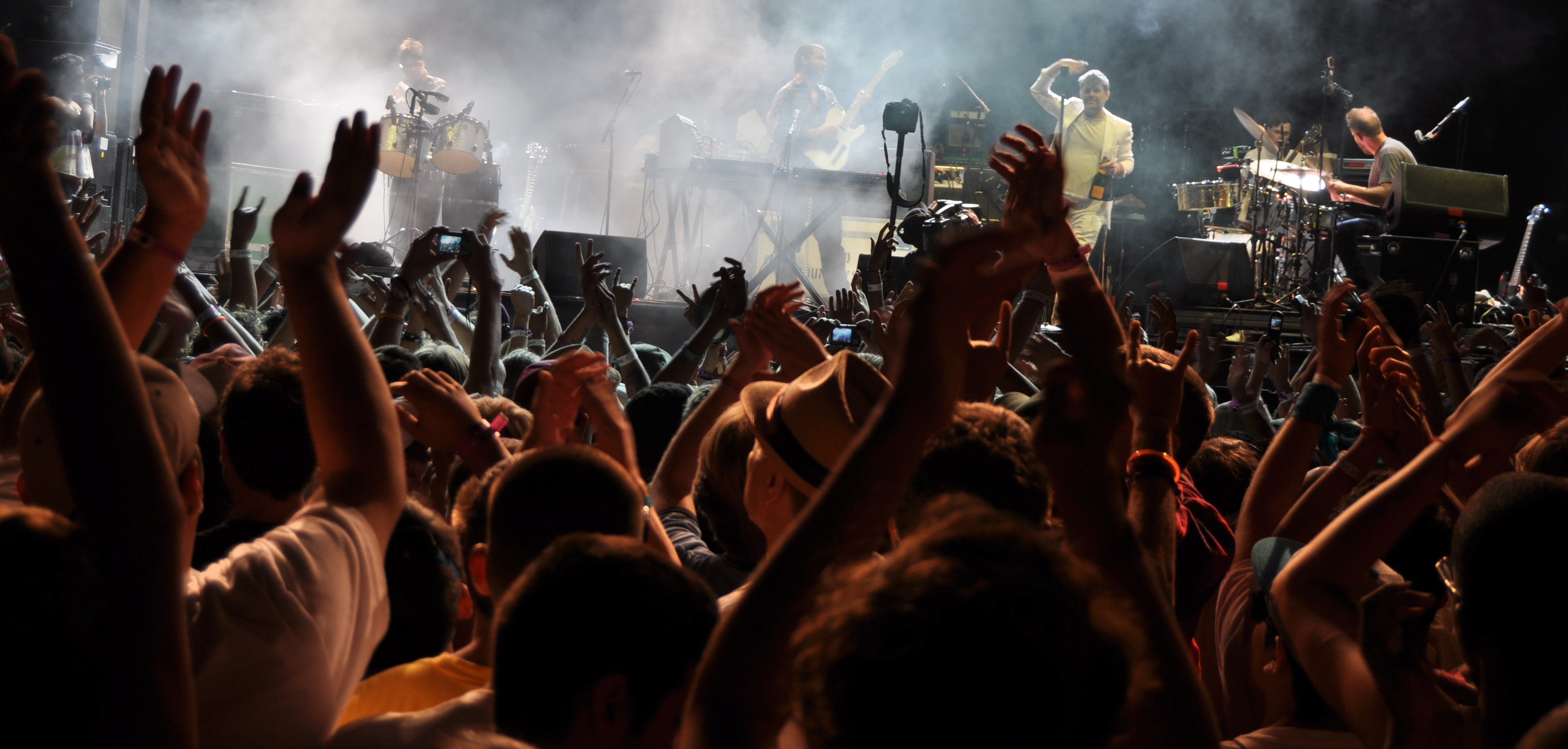
コーチェラで演奏するバンド（2010年）

1988年から1989年にかけてFalling Man、1992年から1994年にかけてPony、1995年から1997年にかけてSpeedkingといったバンドで、ギターやドラムなどを演奏していたジェームス・マーフィー。彼はスティーヴ・アルビニ(Steve Albini)やボブ・ウェストン(Bob Weston)の下でエンジニアとして修業していた経験があり、バンド活動を辞めて自分のスタジオを作りレコーディングの仕事で生計をたてるようになる。
1990年代後半、ジェームスは傾倒していたパンクやポスト・パンクなどのインディーミュージックを含め、アメリカの音楽シーン全体がとてもつまらないものになってしまったと感じており、情熱を傾ける理由が見つからず音楽を作ることを止めてしまっていた。そんな最中ジェームスがエンジニアとして参加していたデヴィッド・ホルムス(David Holmes)のアルバム製作中に、Unkleとして活動していたティム・ゴールズワージー(Tim Goldsworthy)と出会う。
2人は1980年代にパンクに傾倒するという同じバックボーンを持っていたが、90年代に入るとジェームスはアメリカでパンクシーンのドラマー・エンジニアをしており、一方のティムはロンドンでヒップホップレーベルのビートプログラマーとして活躍するという全く違う道を歩んでいた。2人はこの違いがなぜ生まれたのかを話しているうちに、アメリカとイギリスで音楽シーンに違いが生まれ、現在のつまらない状況になってしまった理由を、かつて同じだったはずのロックとダンスミュージックが分かれてしまったことにあると考え、2つがクロスしていたのはどこなのか音楽の探求を始めた。
すっかり意気投合した2人はロックとダンスミュージックが再びクロスオーバーすることを夢見て、ローワー・イースト・サイドのクラブでパーティーを始めるようになり、1999年プロデューサーチームThe DFAの活動を開始する。2001年にはマネージャーのジョナサン・ガルキンと出会い、同年9月、3人でDFAレコーズ(DFA Records)を立ち上げた。

### 2001年 - 2003年: ルージング・マイ・エッジ

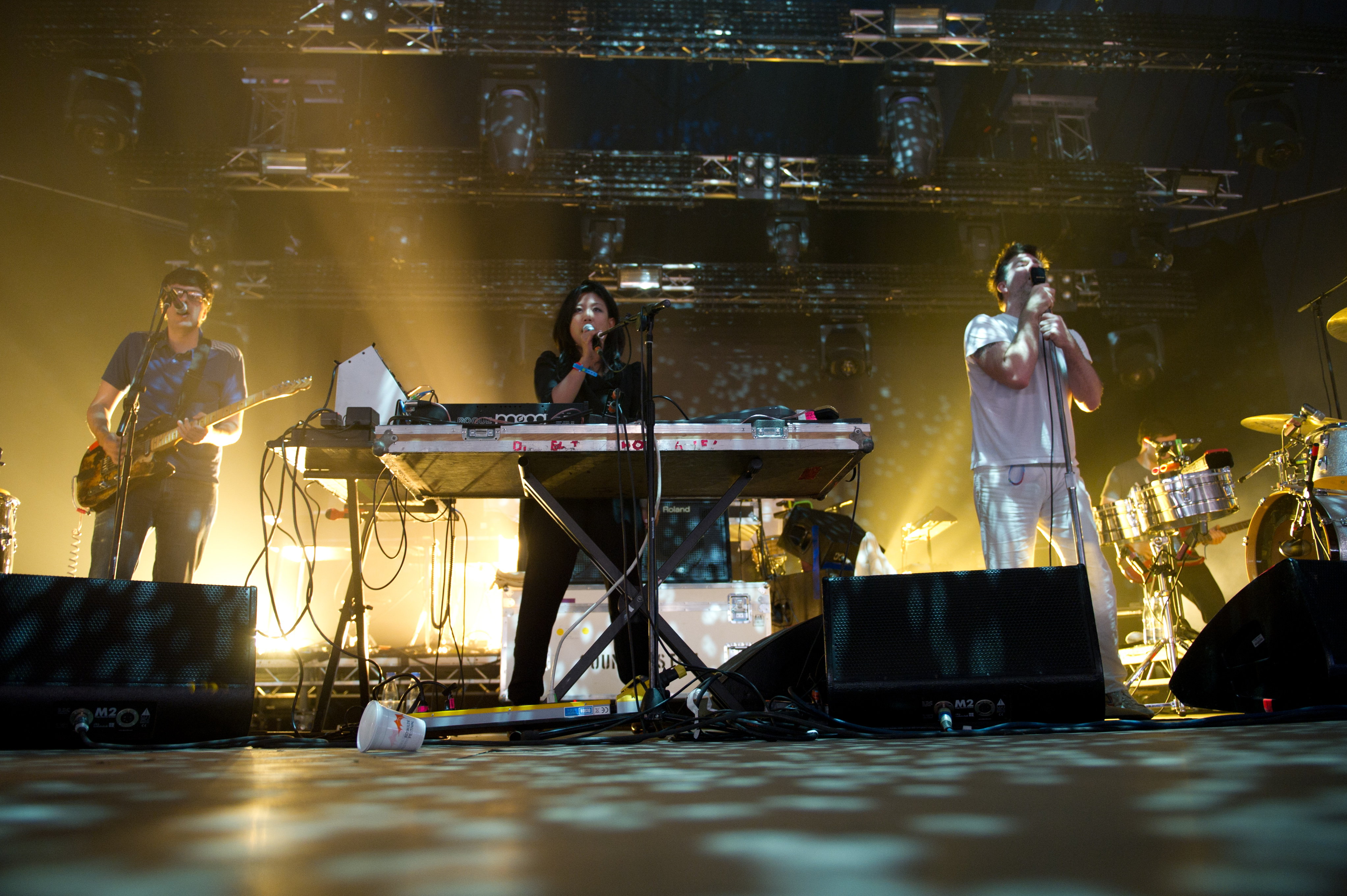
Roskilde Festivalで演奏するバンド（2010年）

2001年、DFAはレディオ4の「Dance to the Underground」を手がけ広く知られるようになる。それまで音楽的な成功と縁がなかったジェームスだったが、DFAのプロデュース業とDJによって脚光を浴びるようになっていた。しかし彼が推してきた音楽はエレクトロクラッシュやポストパンク・リバイバルといったムーブメントにあっという間にのみ込まれてしまい、ジェームスは流行りもの専門のDJとして燃え尽きてしまうことを覚悟する。やっと成功しはじめた小さな夢が終わってしまうと悟ったジェームスは、突然大勢の一人になってしまった’’負け犬でいること’’を歌った曲「Losing My Edge」を製作する。
2002年7月、LCDサウンドシステムの名の下12インチシングル「Losing My Edge」が発売される。すべての楽器をジェームス自身でプレイしたこのデビューシングルはDFAの推し進めてきたダンスとパンクのクロスオーバーが見事に完成しており、同時期にDFAからリリースされたザ・ラプチャーの「House of Jealous Lovers」と共にダンス・パンク(ディスコ・パンク)ムーブメントの火付け役、ポストパンク・リバイバルを後押しする存在として決定的な評価を受けた。「Losing My Edge」は音楽メディアが発表する2000年代10年間のベストソングのリストにてResident Advisorで7位、ピッチフォークで13位、NMEで29位、ローリング・ストーンで37位に選ばれている。
2002年12月、2ndシングル「Give It Up」をリリース。バンドは勢いに乗りたいところだったが、ジェームスはDFAとしての仕事に追われ自分のプロジェクトどころではなくなっていた。プロデュースにリミックスワーク、ワールドワイドになっていくレーベル業の激務の最中、2003年9月には3rdシングル「Yeah」をリリースする。

### 2004年 - 2006年: LCDサウンドシステム

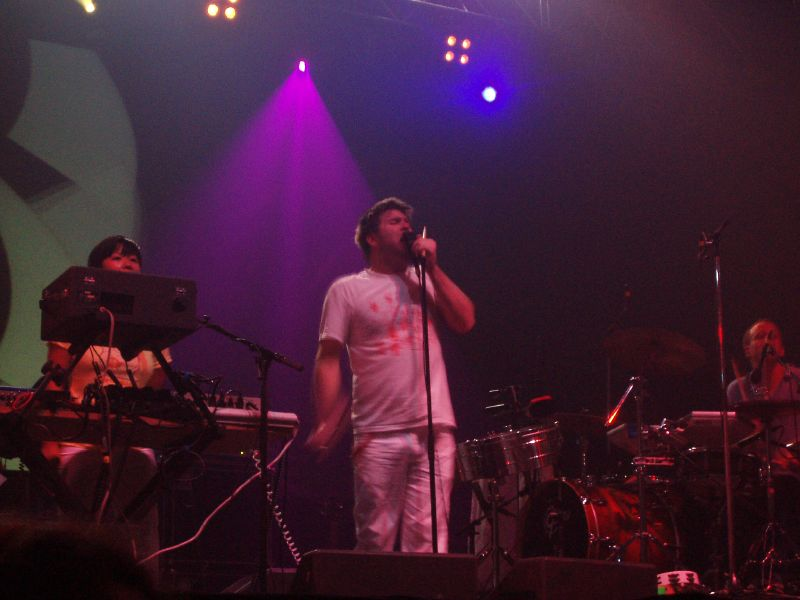
Sonarで演奏するバンド（2006年）

2004年1月、拠点にしていたニューヨークのDFAスタジオの暖房が壊れたために仕事ができなくなり、2か月ほど休暇が取れることになったジェームスはアルバムの製作を開始する。ニューヨークではビジネスのことで忙しくアルバムを作れる環境ではなかったため、車で6時間ほどのマサチューセッツにあるLongview Farms Studioを借り、電話もインターネットも繋がらない田舎で3週間を掛けアルバムを製作した。同年11月、エレクトラグライドで日本初ライブを行なう。
2005年1月、初のスタジオアルバム『LCD Soundsystem』(2枚組)をリリース。アルバムの1枚目には新曲を収録、2枚目にはそれまでリリースした3枚のシングルが収録された。最初のシングルヒットから2年半後のリリースだったが、アルバムは世界中のライヴ・ハウスやダンス・フロアを沸かした。このアルバムから「Movement」「Daft Punk Is Playing at My House」「Disco Infiltrator」「Tribulations」の4曲がシングルカットされたが、特に「Daft Punk Is Playing at My House」は全英シングルチャートで29位と健闘した。
アルバム『LCD Soundsystem』と収録曲「Daft Punk Is Playing at My House」は第48回グラミー賞の最優秀エレクトリック/ダンス・アルバム賞と最優秀ダンス・レコーディング賞にノミネートされた。アルバムは音楽メディアが発表する2000年代のベストアルバムのリストにてResident Advisorで5位、ピッチフォークで113位に選ばれている。また「Daft Punk Is Playing at My House」はローリング・ストーンが発表した2000年代のベストソングのリストで78位に選ばれた。同年2月、東名阪で単独ライブを行なう。
2006年10月、コンピレーションアルバム『45:33』をリリースする。このアルバムはナイキとiTunesのプロモーションの為に作られたアルバムで、ランナーのトレーニング用に45分33秒の収録時間となっている。また、アルバムタイトルの『45:33』はジョン・ケージの「4:33」のオマージュとなっている。

### 2006年 - 2009年: サウンド・オブ・シルバー

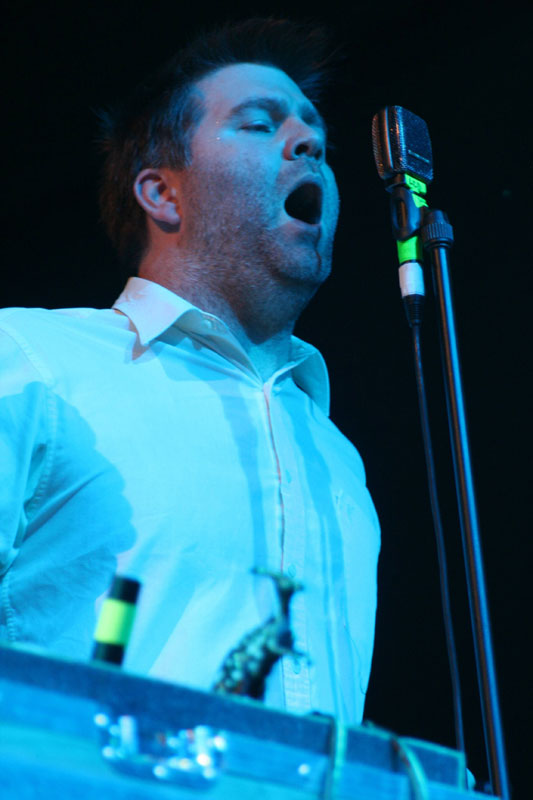
Coachellaでのジェームス・マーフィー（2007年）

2006年、ジェームスはLongview Farms Studioでアルバムの製作を開始する。スタジオは壁などをシルバー一色に装飾して、環境から影響を受ける状態にしていたという。また、マスタリングはイギリスのアビー・ロード・スタジオで行なわれた。
2007年3月、2ndアルバム『Sound of Silver』をリリース。全英アルバムチャートで28位を記録する。このアルバムではポスト・パンクに飽き足らずデヴィッド・ボウイやクラウトロックなど多様な音楽から参照点を見つけ出し、自身で築き上げたダンス・パンクをさらに上の次元に引き上げ高い評価を受けた。このアルバムからは「North American Scum」「All My Friends」「Someone Great」「Time To Get Away」の4曲がシングルカットされた。「All My Friends」についてジェームスは「自分の友達について曲を書き続けたとしてもあれ以上の曲は作れないと思う」と述べている。
アルバム『Sound of Silver』は第50回グラミー賞の最優秀エレクトリック/ダンス・アルバム賞にノミネートされた。音楽メディアが発表したこの年のベストアルバムのリストではUncut、Drowned In Sound、ガーディアンで1位、ピッチフォークで2位、A.V. Clubで4位、Resident Advisorで5位、ローリング・ストーンで7位、NMEで11位に選ばれた。またこの年のベストソングのリストでは「All My Friends」がピッチフォーク、ガーディアンで1位、タイムで4位、ローリング・ストーンで20位に選ばれた。
さらに後年、音楽メディアが発表した2000年代のベストアルバムのリストではNMEで11位、ローリング・ストーンで12位、ピッチフォークで17位、Resident Advisorで23位に選ばれている。また2000年代のベストソングのリストでは「All My Friends」がピッチフォークで2位、ローリング・ストーンで41位に選ばれている。また同じく「Someone Great」がピッチフォークで22位、Resident Advisorで41位に選ばれている。同年8月、サマーソニックに出演のため来日。
2008年8月、シングル「Big Ideas」をリリースする。この曲は映画『ラスベガスをぶっつぶせ』のサウンドトラックとして書き下ろされたもので、映画のサウンドトラックアルバムにも収録された。この曲をローリング・ストーンは2008年のベストソングの63位に選んでいる。

### 2009年 - 2011年: ディス・イズ・ハプニング、活動終了

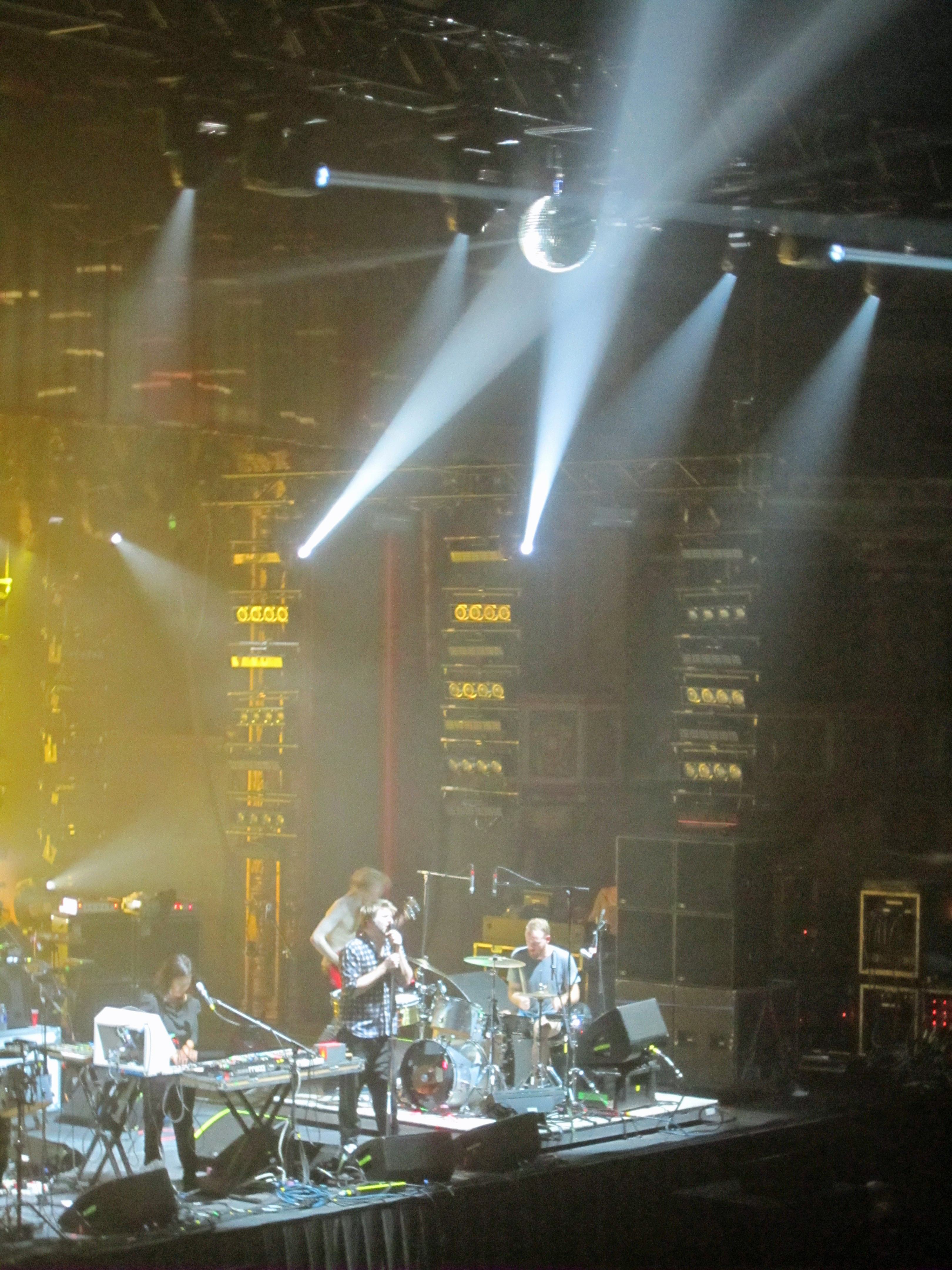
シカゴでのライブ（2010年）

2009年夏、ジェームスはロサンゼルスにあるリック・ルービンが所有するスタジオThe Mansionでアルバムの制作を開始する。このスタジオはベッドルームが10部屋あるプール付きの豪邸で、アルバム製作の環境を重要視するジェームスはレコーディング中に白い服のみ着用する決まりをつくりレコーディングに臨んだ。同年11月、Record Store Dayのキャンペーンでスーサイド(Suicide)のアラン・ベガ(Alan Vega)が1980年に発表した曲のカバーシングル「Bye Bye Bayou」をリリースする。
2010年、アルバムの発売を前にジェームスはこのアルバムを最後に活動を終了すると発言するようになる。ジェームスはLCDサウンドシステムについて、好きで始めたことだがだんだん自分の人生を支配するようになってきたと感じでいた。40歳を目前に控え、レコーディングとツアーで忙しい日々を終わらせ、もっと他の事に挑戦しようと決意を固めていたのだ。ただ、この時点ではラストライブなど具体的な解散時期には触れていなかったため、またアルバムを作りツアーを始めるだろうと予想する声も多かった。
2010年5月、3rdアルバム『This Is Happening』をリリースする。アルバムは全米アルバムチャートで10位、全英アルバムチャートで7位を記録する。このアルバムからは「Drunk Girls」「Pow Pow」「I Can Change」の3曲がシングルカットされた。「Drunk Girls」のミュージックビデオはスパイク・ジョーンズ(Spike Jonze)が監督を務め、ジャッカスを彷彿とさせる演出で話題をよんだ。
音楽メディアが発表したこの年のベストアルバムのリストではPaste、No Ripcordで1位、ピッチフォークで2位、タイムで3位、SPIN、NME、A.V. Clubで4位、musicOMH、PopMattersで6位、Uncut、Drowned in Soundで9位、ローリング・ストーンで10位に選ばれた。この年のベストソングのリストでは「I Can Change」がピッチフォークで3位、ローリング・ストーンで17位、NMEで23位に選ばれた。また、ピッチフォークが「All I Want」を17位に、NMEが「Drunk Girls」を13位に選んだ

。
2010年は多くのフェスティバルに参加し、コーチェラのサブヘッドライナーやレディング&リーズのセカンドステージのヘッドライナーを務めたほか、グラストンベリー、ボナルー、 ワイヤレス、ビッグ・デイ・アウト、ピッチフォーク・フェスティバルなどに出演した。7月にはフジロックで日本で最後のライブを行なっている。

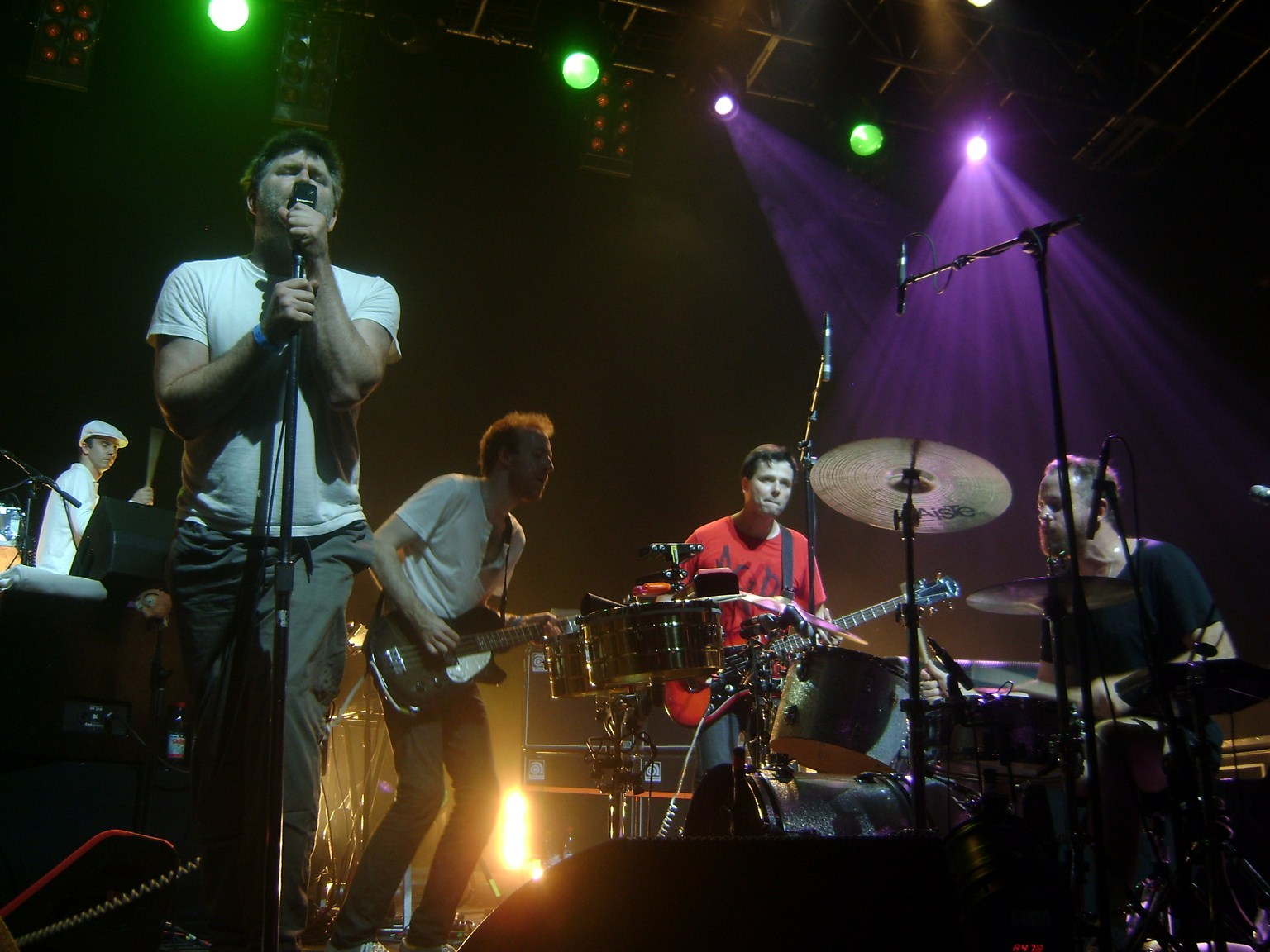
解散直前のチリでのライブ（2011年）

2011年2月8日、LCDサウンドシステムは4月2日にマディソン・スクエア・ガーデンでラストライブを行うことをウェブサイトで発表した。チケットは即完売でプレミア化し当時のレートで12万円ほどで転売されるなど問題となったため、3月末にニューヨークのTerminal 5で4日間の追加公演を行なった。4月2日、マディソン・スクエア・ガーデンのラストライブはピッチフォークがウェブで生中継を放送した。オープニングアクトとしてリキッド・リキッドが再結成して出演し、本編ではアーケイド・ファイア(Arcade Fire)やレジー・ワッツ(Reggie Watts)がゲスト参加するなど特別なライブとなった。3時間半に及んだライブは「New York, I Love You But You're Bringing Me Down」でエンディングを迎え10年の活動に幕を閉じた。
2012年1月、ラストライブとその裏側を撮影したドキュメンタリー映画『Shut Up and Play the Hits』がサンダンス映画祭で上映され、夏にアメリカなど世界各国で公開された。10月には映画とライブ映像を収録した3枚組のブルーレイ・DVDで発売された。
2014年4月19日、ラストライブの音源を収録した5枚組のレコードボックスセット『The Long Goodbye: LCD Soundsystem Live at Madison Square Garden』をリリースする。

### 2015年 - 現在: 再結成、アメリカン・ドリーム

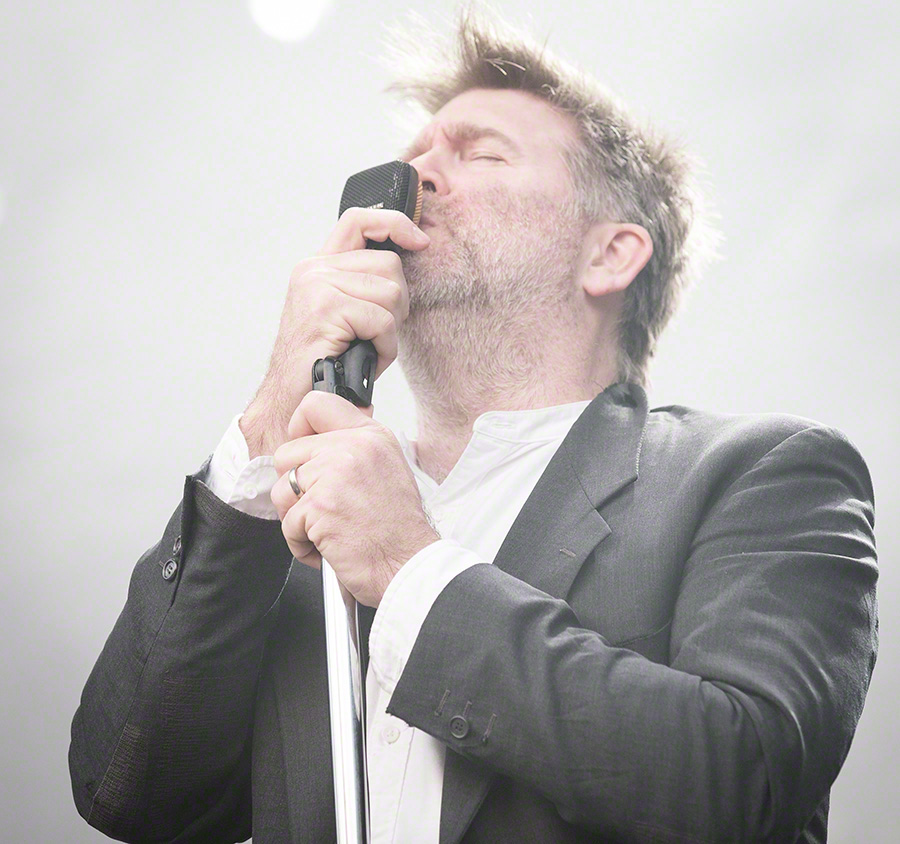
Quart Festivalでのジェームス・マーフィー（2016年）

2015年10月、音楽メディアのConsequence of Soundが、LCDサウンドシステムが再結成し、いくつかのフェスティバルでヘッドライナー出演が決まっているとリーク情報を報じた。12月24日、LCDサウンドシステムは新曲「Christmas Will Break Your Heart」を突如発表する。本格的な復活への期待が高まるなか、2016年1月、春に行われるコーチェラ・フェスティバルのヘッドライナー出演を皮切りに再結成し、年内のアルバムリリースを行うと公式に宣言。およそ５年ぶりとなる再始動は大きな話題となった。
3月27日、28日にニューヨークのWebster Hallでバンドのウォームアップを兼ねた招待制のライブを開催。4月15日にはコーチェラ１日目のヘッドライナーとして出演し復活を遂げた。バンドはその後も世界各地の主要フェスティバルにヘッドライナーで出演する。また、ニューアルバムを制作中であることを明かしコロムビア・レコードと契約したことを発表した。その後、8月に予定されていたアジア・オーストラリアツアーをニューアルバム制作のためにキャンセルした。
2017年4月、ブルックリンで5日間に渡るライブを開催し新曲を3曲披露する。5月5日には突如シングル「Call the Police / American Dream」をリリースする。翌6日にはサタデー・ナイト・ライブに出演し両曲を披露した。6月19日、ニューアルバムの発売日とタイトル、ワールドツアーの日程を発表する。夏にはフジロックを含むいくつかのフェスティバルに出演した。
9月1日、4作目のアルバム『American Dream』をリリースする。アルバムは全米アルバムチャートで初登場1位を記録する。アルバムと楽曲は高い評価を受け、多くの音楽メディアの年間ベストリストに選出された。第60回グラミー賞では最優秀オルタナティヴアルバム部門にノミネートされ、楽曲「Tonite」は最優秀ダンスレコーディングを受賞した。
2018年9月12日、Spotify SinglesシリーズとしてElectric Lady Studiosでライブ演奏した「Tonite」「Home」Chicのカバー曲「I Want Your Love」の3曲を収録したEPを発表する。11月2日には、同スタジオで収録したHeaven 17のカバー曲「(We Don't Need This) Fascist Groove Thang」を発表した。バンドは一連のライブ録音を収録したライブアルバム『Electric Lady Sessions』を2019年2月8日に発表した。

## 評価と影響

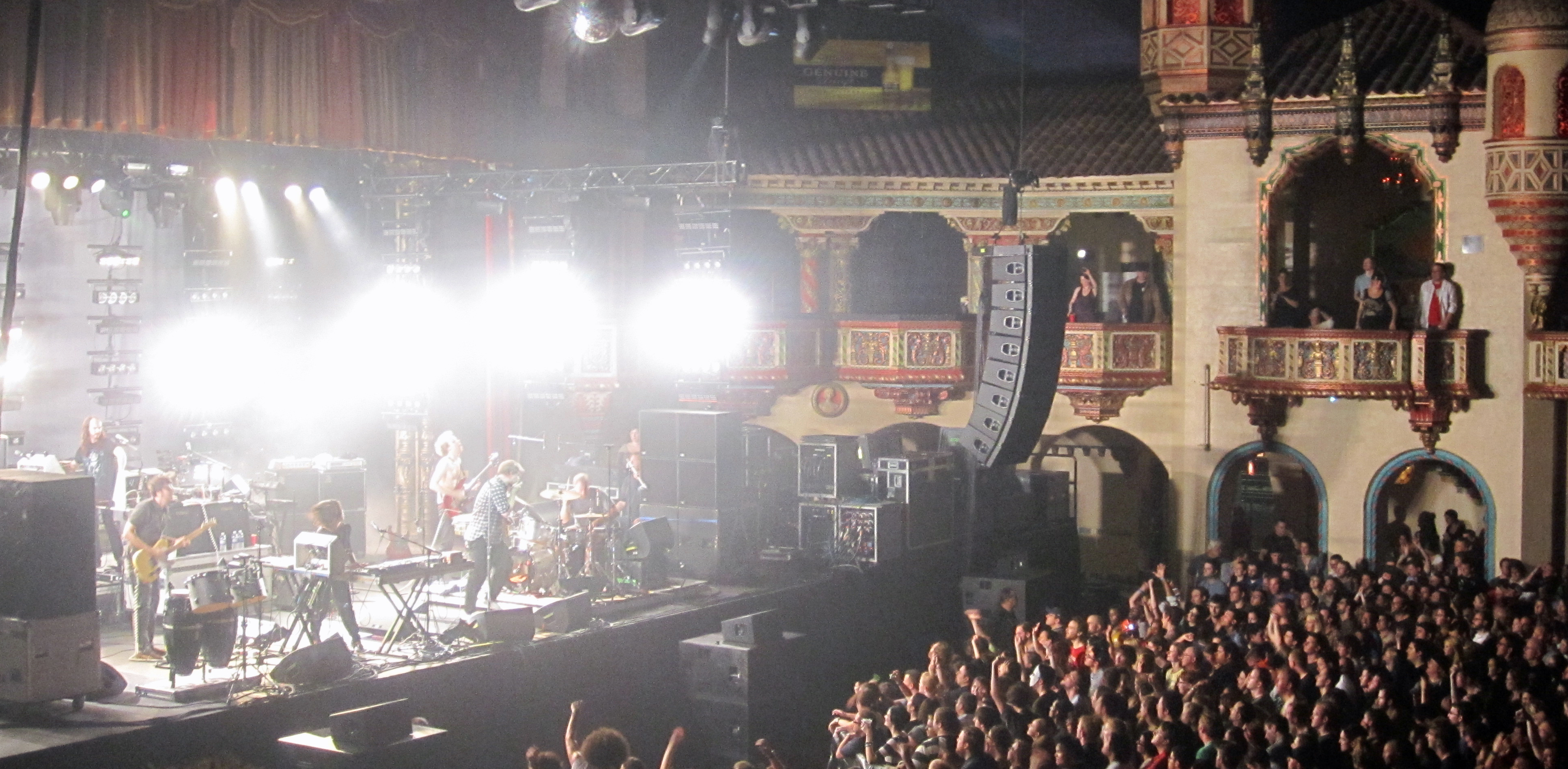
バンドとオーディエンス（2010年）

LCDサウンドシステムに対する評価はキャリア初期のダンス・パンク(ディスコ・パンク)ムーブメントへの貢献と、その後の音楽的成熟についての2点が挙げられる。ジェームスは1990年代後半という早い時期からダンスとパンクの融合を試みており、エレクトロクラッシュが飽和状態の中でも「Losing My Edge」のような独自性のある完成度を持った曲をリリースすることが可能だった。「Losing My Edge」の登場によりダンス・パンクムーブメントが世界的になることでポストパンク・リバイバルの発展にも貢献し、後のニューレイヴムーブメントにも影響を与えている。
しかしながらキャリア前半のダンス・パンクサウンドはパンク特有の比較的簡単に再現できるものであったため、2000年代中盤には似たようなバンドで溢れかえる状態になってしまっていた。そんな中リリースした2ndアルバム『Sound of Silver』以降はそれまでのポストパンク期のダンサブルなサウンドを現代に蘇らせることから、多種多様な音楽との参照点を見つけ出しそれらを内包するサウンドを作りあげることにシフトする。そうして完成したダンス・パンクの枠を抜け出す独自の音楽性と方法論は、2000年代末のインディーミュージックの発展に繋がり、後進の音楽家に広く影響を与えた。

## バンド・メンバー

### 現在のバンドメンバー
- ジェームス・マーフィー James Murphy - ボーカル、楽器全般
- ナンシー・ワン Nancy Whang - キーボード、シンセサイザー (The Juan Macleanのメンバー)
- パット・マホーニー Pat Mahoney - ドラム
- ギャビン・ラソム Gavin Russom - シンセサイザー、パーカッション (Black Meteoric Star、The Crystal Arkのメンバー)
- タイラー・ポープ Tyler Pope - ベース (!!!、Out Hudのメンバー)
- アル・ドイル Al Doyle - ギター、パーカッション、シンセサイザー、ベース (Hot Chipのメンバー)
- マット・ソーンリー Matt Thornley - パーカッション、ベース、ギター (The Crystal Arkのメンバー)
- コーリー・リッチー Korey Richey - パーカッション、シンセサイザー

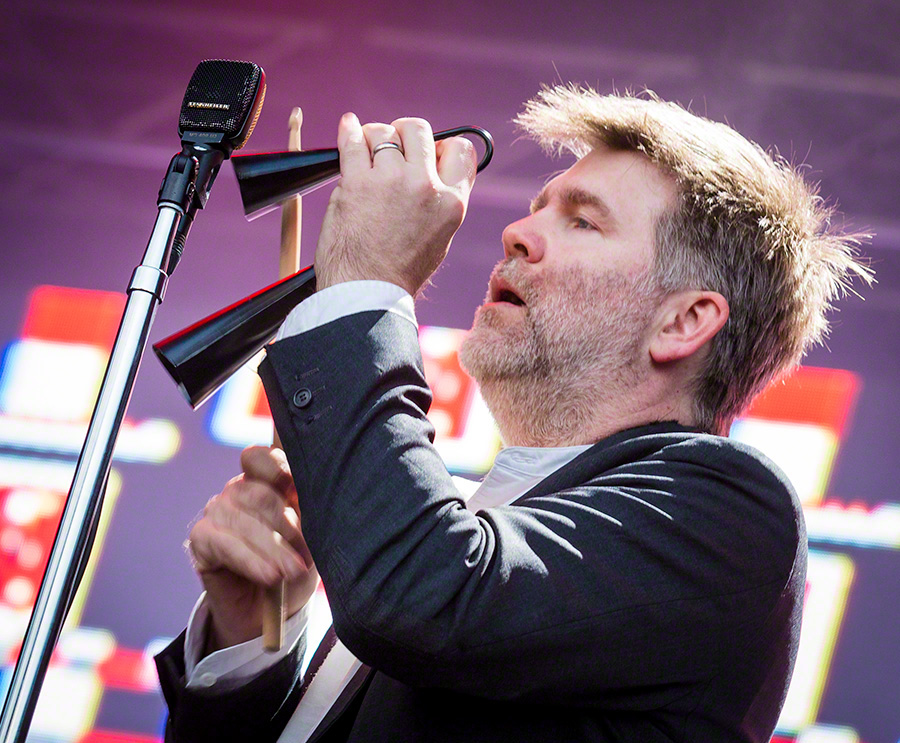
ジェームス・マーフィー（ボーカル）
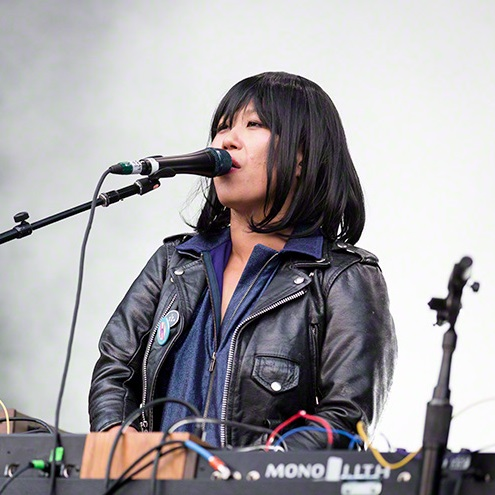
ナンシー・ワン（キーボード）
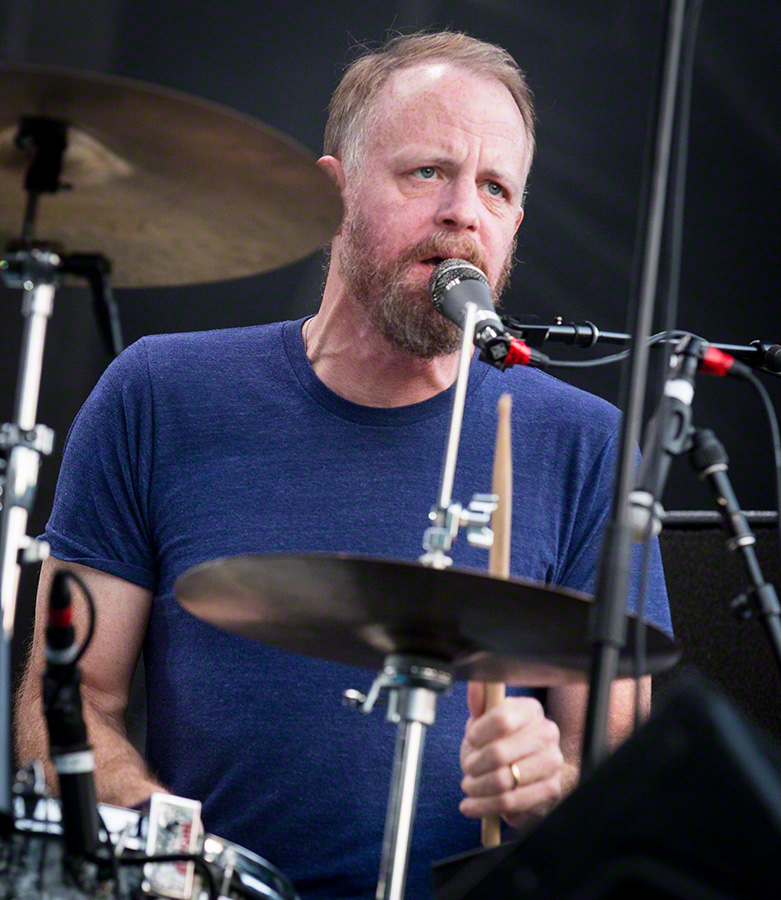
パット・マホーニー（ドラムス）
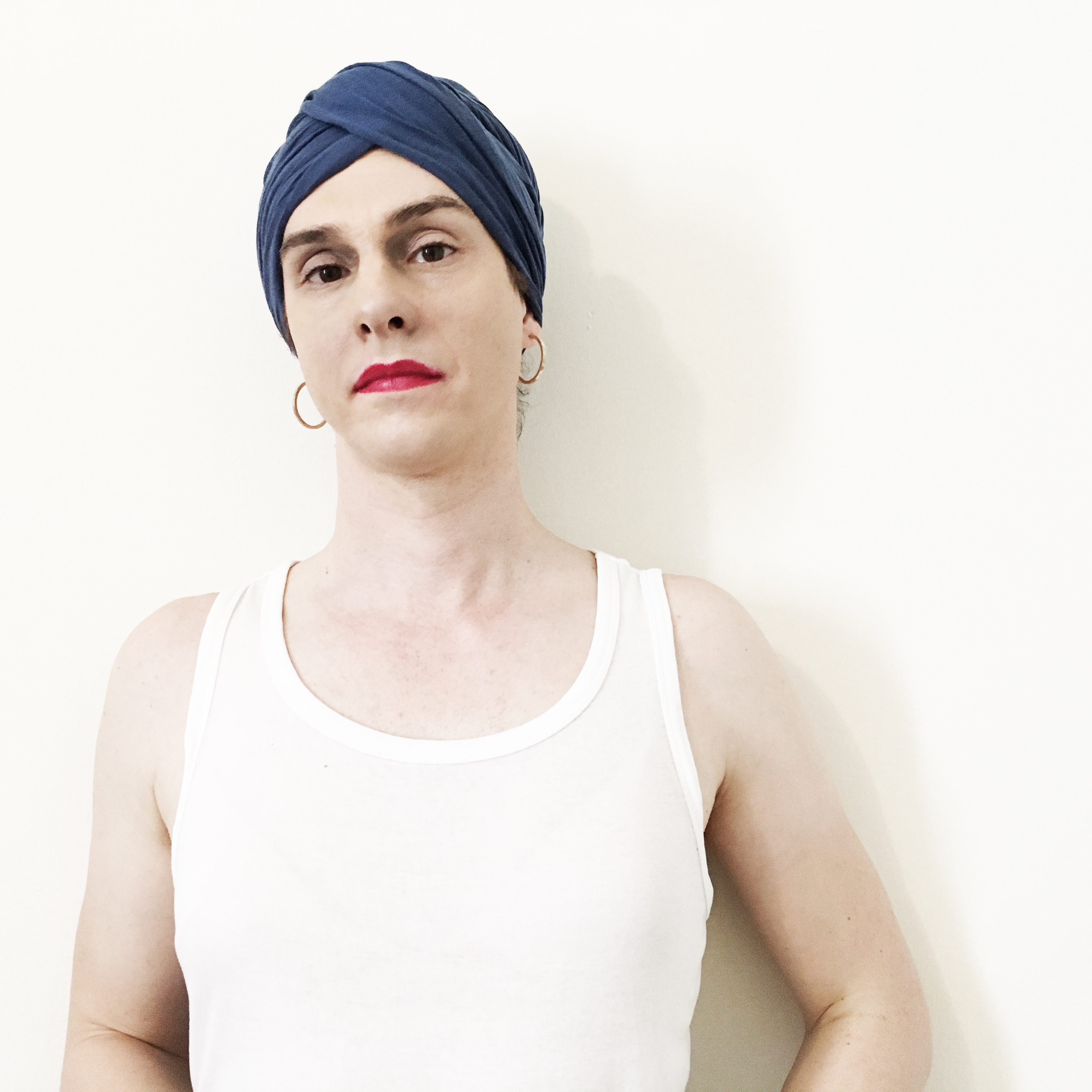
ギャビン・ラソム（シンセ）
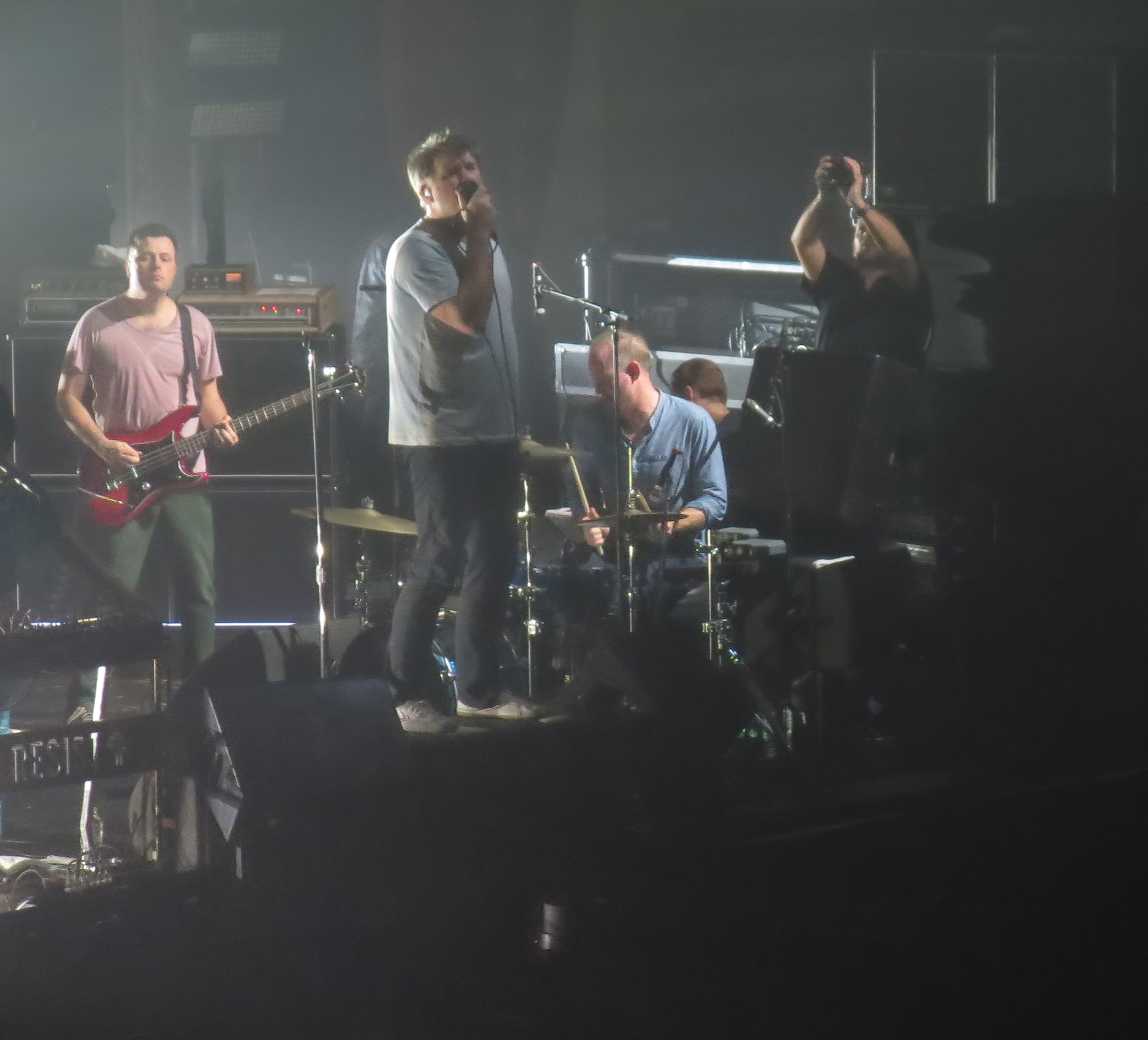
タイラー・ポープ（ベース）（写真左）
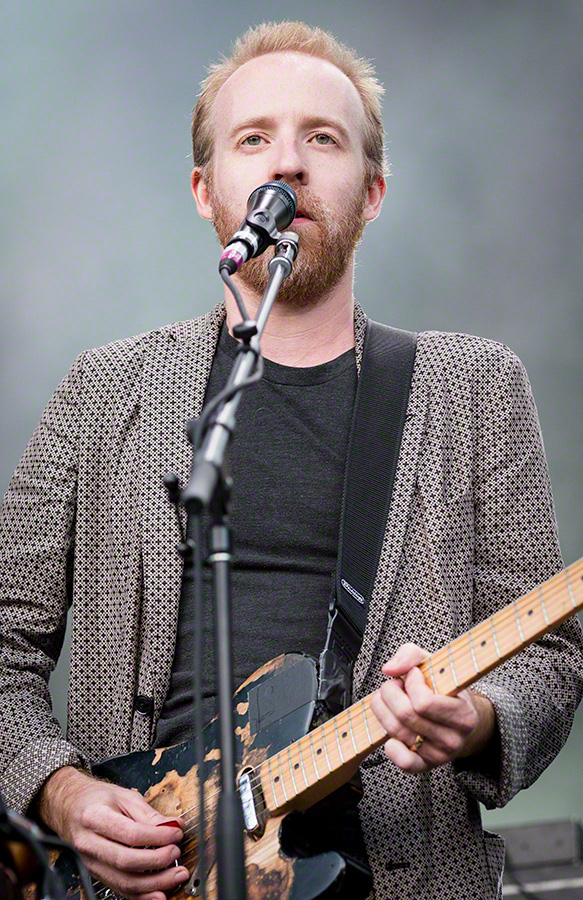
アル・ドイル（ギター）
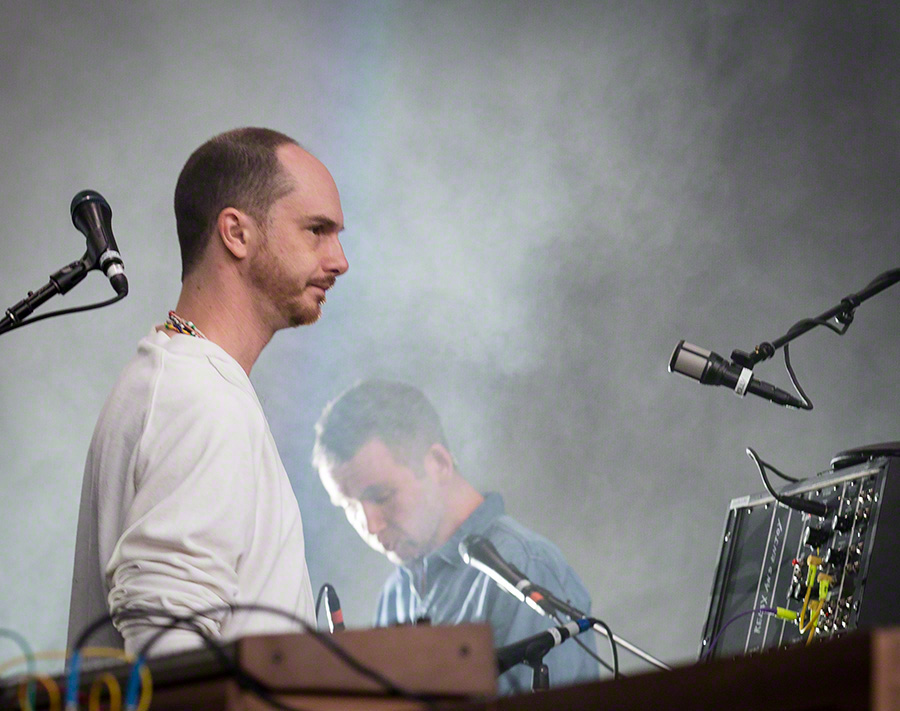
マット・ソーンリー（パーカッション他）（写真奥）

### 過去のバンドメンバー
- Phil Skarich - ベース
- J.D. Mark - ギター
- Phil Mossman - ギター、パーカッション
- David Scott Stone - ギター

## ディスコグラフィ

### アルバム
| 年                                        | タイトル          | アルバム詳細 | チャート最高位 | チャート最高位 | チャート最高位 | チャート最高位 | チャート最高位 | チャート最高位 | チャート最高位 | チャート最高位 | チャート最高位 | チャート最高位 | チャート最高位 | 認定           |
| 年                                        | タイトル          | アルバム詳細 | US             | AUS            | BEL            | FIN            | FRA            | JPN            | NLD            | NOR            | NZ             | SWE            | UK             | 認定           |
| ----------------------------------------- | ----------------- | --- | -------------- | -------------- | -------------- | -------------- | -------------- | -------------- | -------------- | -------------- | -------------- | -------------- | -------------- | -------------- |
| 2005                                      | LCD Soundsystem   | - 発売日: 2005年1月24日 - レーベル: DFA - フォーマット: CD, LP, digital download - 全米売上: 14.7万枚                   | —              | —              | 6              | 40             | 51             | —              | 28             | 18             | —              | 41             | 20             | - UK: ゴールド |
| 2007                                      | Sound of Silver   | - 発売日: 2007年3月12日 - レーベル: DFA - フォーマット: CD, LP, digital download - 全米売上: 22.5万枚                   | 46             | —              | 26             | —              | 89             | 133            | 40             | —              | 39             | 60             | 28             | - UK: ゴールド |
| 2010                                      | This Is Happening | - 発売日: 2010年3月17日 - レーベル: DFA - フォーマット: CD, LP, digital download - 全米売上: 21.1万枚                   | 10             | 11             | 37             | 41             | 37             | 36             | 47             | 28             | 14             | 32             | 7              | - UK: シルバー |
| 2017                                      | American Dream    | - 発売日: 2017年9月1日 - レーベル: DFA, Columbia - フォーマット: CD, LP, cassette, digital download - 全米売上: 8.7万枚 | 1              | 10             | 14             | —              | 19             | 86             | 14             | —              | 9              | 41             | 3              |                |
| "—"は未発売またはチャート圏外を意味する。 |                   | |                |                |                |                |                |                |                |                |                |                |                |                |

### コンピレーションアルバム・EP
- 45:33 (2006年10月17日、DFAレコーズ)
- A Bunch of Stuff EP (2007年9月18日、DFAレコーズ)
- Confuse the Marketplace (2007年12月10日、DFAレコーズ)

### リミックスアルバム
- Introns (2006年3月14日、DFAレコーズ)
- 45:33 Remixes (2009年9月14日、DFAレコーズ)

### ライブアルバム
- The London Sessions (2010年11月8日、DFAレコーズ)
- The Long Goodbye: LCD Soundsystem Live at Madison Square Garden (2014年4月19日、DFAレコーズ)
- Electric Lady Sessions (2019年2月8日、DFAレコーズ)

### シングル
- Losing My Edge (2002年7月8日)
- Give It Up (2002年12月)
- Yeah (2004年1月12日)
- Movement (2004年11月8日)
- Daft Punk Is Playing at My House (2005年2月21日)
- Disco Infiltrator (2005年6月6日)
- Tribulations (2005年9月27日)
- North American Scum (2007年2月26日)
- All My Friends (2007年5月28日)
- Poupée de cire, poupée de son / No Love Lost (2007年9月) Arcade Fireとのスプリットシングル
- Someone Great (2007年8月22日)
- Time To Get Away (2008年)
- Big Ideas (2008年8月11日)
- Bye Bye Bayou (2009年11月7日)
- Drunk Girls (2010年4月)
- Pow Pow (2010年4月17日)
- I Can Change (2010年7月)
- Throw (2010年10月)
- Christmas Will Break Your Heart (2015年12月24日)
- Call the Police / American Dream (2017年5月5日)
- Tonite（2017年8月16日）
- Pulse (v.1)（2017年）
- (We Don't Need This) Fascist Groove Thang（2018年3月6日）

## 来日公演
- 2004年
  - 11月26日、千葉 幕張メッセ - Electraglide
  - 11月27日、大阪 ATCホール - Electraglide
- 2007年
  - 8月11日、千葉 幕張メッセ - SUMMER SONIC TOKYO
  - 8月12日、大阪 舞洲SONIC PARK - SUMMER SONIC OSAKA
- 2010年
  - 8月1日、新潟 苗場スキー場 - Fuji Rock Festival
- 2017年
  - 7月29日、新潟 苗場スキー場 - Fuji Rock Festival